# Paratrichius meridionalis
Paratrichius meridionalis är en skalbaggsart som beskrevs av Iwase 1993. Paratrichius meridionalis ingår i släktet Paratrichius och familjen Cetoniidae. Inga underarter finns listade i Catalogue of Life.